# Hexasternum orbiculare
Hexasternum orbiculare es una especie de coleóptero de la familia Endomychidae.

## Distribución geográfica
Habita en Kenia.